# Concili de Viena
El concili de Viena es va celebrar a la catedral de Viena del Delfinat (França) entre el 16 d'octubre del 1311 i el 6 de maig del 1312. L'Església catòlica el considera el quinzè concili ecumènic, i el setè dels celebrats a Occident.

## Context històric
El context històric en què s'insereix el concili de Viena és el següent:
- La llarga lluita entre el rei francès Felip el Bell i el papa Bonifaci VIII. Després de la mort del pontífex, el 1303, el rei francès intentarà aconseguir una condemna pòstuma del sant pare.
- El canvi de la seu pontifícia de Roma a França: primer a Poitiers (1306) i després a Avinyó (1309). La seu del papat serà a Avinyó fins al 1377, sota el poder i la forta influència de la monarquia francesa.[1]
- L'aspra confrontació entre el rei francès i l'orde dels templers per motius polítics i econòmics.

Després de la mort de Benet XI, i d'un conclave d'onze mesos, l'any 1305 va ser elegit Papa Bertrand de Got, arquebisbe de Bordeus, que va prendre el nom de Climent V, i que va traslladar la seu papal a Avinyó. En els anys successius es va reunir diverses vegades amb Felip el Bell; ja la trobada del novembre del 1305 marca el començament de les pressions del rei sobre el Papa perquè convoqui un concili que condemni la memòria de Bonifaci VIII. L'abril del 1307 el Papa es va oposar obertament a començar un procés post mortem contra el seu antecessor, però va acceptar convocar un concili, i en la trobada del maig-agost del 1308 el rei li va demanar que condemnés els templers i que convoqués un concili que se celebraria a França.
Amb la butlla Regnans in excelsis, datada el 12 d'agost del 1308, Climent V convocava el concili de Viena, que havia de començar l'1 de novembre del 1310, i nomenava expressament els delegats que hi havien de ser presents (en total eren 235); les persones no convocades o que no hi poguessin assistir es podien fer representar per col·legis o per les persones que consideressin adients. A més, el Papa hi convidava catorze reis europeus i l'emperador Enric VII. La butlla indicava els quatre punts del programa conciliar: la qüestió dels templers, l'organització d'una croada, l'estat de la fe catòlica i de l'Església i la reforma de l'Església com a institució.

## Els treballs conciliars i les decisions
A causa del retard en el procés inquisitorial contra els templers, el començament del concili es va ajornar un any, fins al 16 d'octubre del 1311. A la primera sessió hi van assistir uns cent setanta participants; una tercera part de l'episcopat i la meitat dels abats eren francesos. Els ambaixadors de Jaume el Just foren Pere de Queralt i d'Anglesola, Pere de Boïl i d'Aragó i Guillem Olomar. El concili va celebrar tres reunions solemnes.

### La qüestió dels templers

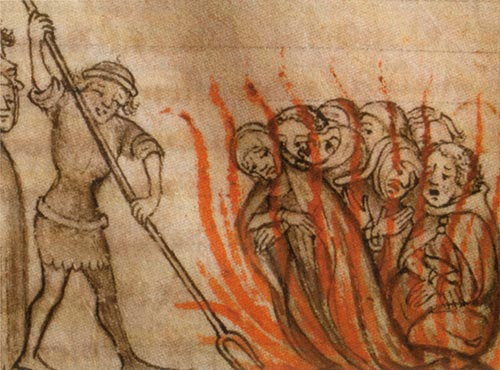
Els templers a la foguera.

Certament, la solució al problema dels templers la pren el concili, però «la raó última de la supressió va ser la voluntat absolutista de Felip, amb l'aquiescència de Climent V» (Fois). El procés contra l'orde arreu d'Europa ja feia anys que durava, els seus membres estaven tancats a la presó i els béns eren administrats pels reis, però el papa Climent V s'havia reservat per a ell la sentència definitiva sobre els templers.
La comissió conciliar encarregada del problema dels templers va examinar els resultats dels processos contra l'orde que s'havien seguit a tots els països europeus, i, no del tot convençuda de la seva culpabilitat, va decidir permetre que l'orde es defensés. Aleshores el Papa, favorable a la supressió dels templers, va obligar l'assemblea conciliar a tractar altres temes (la croada i la reforma), cosa que va donar temps a Felip el Bell per organitzar una forta campanya de pressió mitjançant una propaganda constant contra els templers, l'amenaça de començar un procés contra Bonifaci VIII i la convocatòria d'Estats Generals a Lió. Un moment solemne d'aquesta campanya de pressió va ser la seva entrada a Viena, el 20 de març del 1312, amb tota la seva família i el seu seguici. Al cap de dos dies, Climent V va proposar una disjuntiva: o es continuava el procés o s'optava per suprimir l'orde per via administrativa (sense condemna). Quatre cinquenes parts de la comissió conciliar van votar per la segona opció, cosa que va suposar la victòria de Felip el Bell i el final dels templers.
En la sessió solemne del 3 d'abril del 1312 es va llegir la butlla Vox in excelso, en la qual el Papa, després d'explicar la història de l'orde, les acusacions que han rebut, els processos que s'han instruït i les tasques de la comissió, admet que els resultats no permeten actuar jurídicament, però que les sospites són suficients per suspendre l'orde per via administrativa.

### La qüestió de la croada
En la sessió del 3 d'abril, Climent V va anunciar que s'emprendria una nova croada i Felip el Bell va manifestar que començaria al cap d'un any. Durant el concili es van fer diverses propostes estratègiques, militars, econòmiques i comercials sobre aquest afer, i finalment es va decidir implantar un delme a totes les esglésies durant sis anys per finançar la croada. En realitat, Felip el Bell va fer servir el delme de les esglésies i del Papat per reorganitzar el seu regne en comptes de tirar endavant una croada que no es va fer mai malgrat totes les promeses.
A més, es va decidir crear càtedres d'àrab, hebreu i siríac a l'escola Palatina de la cúria papal a Avinyó i a les universitats d'Oxford, París, Bolonya i Salamanca; el finançament d'aquestes càtedres havia d'anar a càrrec del Papa, de Felip el Bell, dels monestirs i del clergat local.

### La qüestió de la fe
No tots els decrets conciliars van ser llegits en la tercera i última sessió del 5 de maig del 1312, perquè no tots estaven acabats i redactats de manera definitiva. Es preveia que entressin en vigor tan bon punt els enviessin a les universitats, cosa que va fer Joan XXII després de revisar-los, corregir-los i completar-los.
Pel que fa a la fe, es volien abordar els problemes següents:
- La condemna (amb el decret Fidei Catholicae Fundamento) d'algunes tesis atribuïdes al franciscà Pèire Olieu, que era el guia dels franciscans espirituals (també dits fraticelli), especialment a la Provença. Olivi va viure tres processos dins de l'orde, però en el capítol general del 1287 va ser rehabilitat. Després de la seva mort, la tensió entre l'orde i els espirituals va fer que al concili de Viena s'hi presentessin vuit tesis seves, tres de les quals van ser condemnades, però sense esmentar mai el nom de Pere de Joan Olivi. Les tesis considerades errònies eren que l'ànima no és la forma del cos, que el cop de llança al costat de Crist va arribar abans de la mort del Senyor i que als infants, amb el baptisme, se'ls concedeix només el perdó pel pecat original, però no la gràcia.[7]
- La condemna de les beguines (amb el decret Cum de quibusdam mulieribus). Les beguines no eren religioses: vivien en comunitats, però sense fer vot d'obediència ni de pobresa; de fet, no tenien una regla. Defensaven tesis errònies sobre la Trinitat i els sagraments i a més despertaven sospites sobre la seva moralitat. El concili en va prohibir l'existència i que els religiosos els donessin suport.[8]
- La condemna dels errors pseudomístics i quietistes dels begards (nom amb què també es coneix la branca masculina de les beguines) i dels beguinatges alemanys, i del moviment dels Germans del Lliure Esperit (amb el decret Ad nostrum). El concili compendia aquests errors en vuit tesis, que es refereixen alhora a beguines, a begards i a germans i germanes del lliure esperit, ortodoxos i herètics. El concili condemna la idea que l'ésser humà pugui assolir tot sol un estat de perfecció i de gràcia complets, sense necessitat de mitjans com la pregària, l'obediència a l'autoritat, l'acatament dels preceptes de l'Església i l'exercici de la virtut; també condemna la idea que en aquesta vida l'home pot arribar a l'estat complet de beatitud celestial.

### La qüestió de la reforma
Pel que fa a les relacions entre l'Església i l'Estat, el concili va prendre diverses mesures per salvaguardar els drets de l'Església: va reservar a la seu apostòlica l'excomunicació per a tots els autors de violències i els seus còmplices, la privació de beneficis als autors de violències, els interdictes que afectessin les ciutats, etcètera.
Quant a les relacions internes de l'Església, els decrets del concili intenten regular millor el procediment inquisitorial i la col·laboració entre bisbes i inquisidors, amb greus penes als qui no persegueixin l'heretgia i als qui persegueixin innocents. També s'intenta fer més ràpid, simplificant-lo, el procediment a seguir en els processos d'elecció, els beneficis, els delmes, etcètera, i regular la relació entre els religiosos exempts i els bisbes, que ja feia segles que era problemàtica, però que havia vist sorgir nous problemes arran del naixement dels ordes mendicants. Amb la seva pastoral lliure, els ordes mendicants estenien la seva acció d'una manera més independent que els ordinaris, amb el suport dels privilegis concedits pels papes (predicació, sagraments, sepultures). El concili vol regular i limitar els privilegis pastorals dels mendicants, però al mateix temps salvaguarda l'exempció dels religiosos, especialment davant les violències contra els religiosos o els seus béns, contra l'ocupació d'immobles i contra la lesió dels drets dels religiosos que afectés els seus beneficis.
Altres decrets de reforma es refereixen als monjos benedictins, i es troba una solució a la controvèrsia entre els franciscans espirituals i la comunitat franciscana mitjançant una solució de compromís establerta per la constitució Exivi de paradiso.